# بن 10: غالاكتك رايسينغ
بن 10: غالاكتك رايسينغ (بالإنجليزية: Ben 10: Galactic Racing)‏ هي لعبة فيديو صدرت في أكتوبر 18, 2011، وهي متوفرة على أجهزة بلاي ستيشن 3 وإكس بوكس 360 ونينتندو دي إس ووي ونينتندو 3دي إس وبلاي ستيشن فيتا. اللعبة من تطوير وي ونينتندو 3دي إس.